# Sarapul

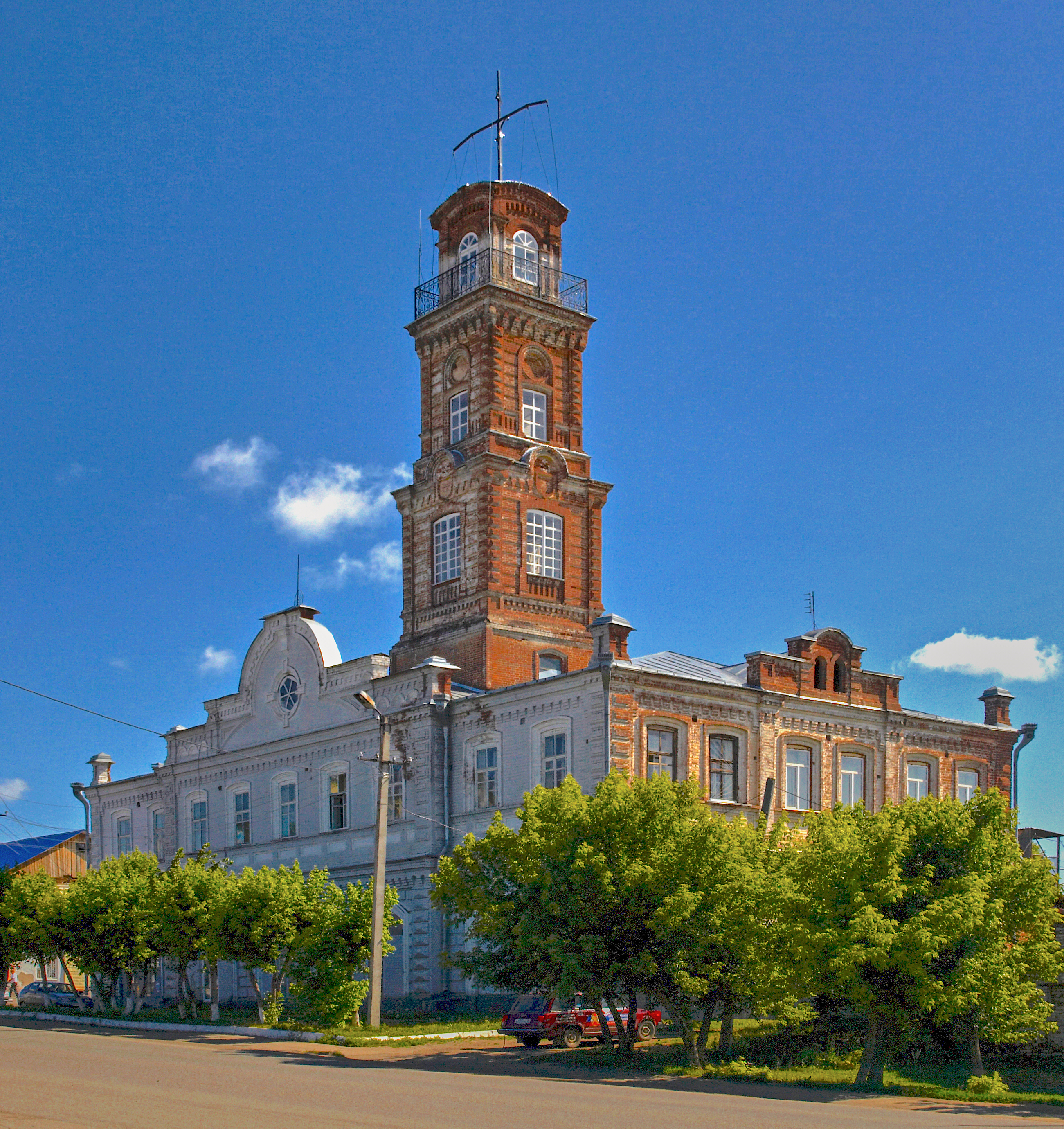
Brandstation i Sarapul.

Sarapul (ryska Сарапул, udmurtiska Сарапул) är den näst största staden i Udmurtien i Ryssland. Folkmängden uppgick till 99 213 invånare i början av 2015.